# IFK Göteborg Orientering
IFK Göteborg Orientering var IFK Göteborgs orienteringssektion och är sedan 1 januari 2018 en egen förening med namnet Idrottsföreningen Kamraterna Göteborg Orientering. 
Klubbens herrar vann orienteringens  Tiomila 2015, 2017, 2018, 2019 och var tvåa 2016. Även år 2003 och 2006 har klubben varit tvåa. Damerna har placeringar i högt upp i resultatlistorna i Tiomila med vinster 2023 och 2025. Anmärkningsvärt är att dessa två år kom IFK:s andralag in som tvåa i tävlingen.
Föreningen bedriver sin verksamhet från en träningsanläggning i Delsjöområdets naturreservat i östra Göteborg. Området var tidigare Liseberg Camping Delsjön, men köptes av föreningen. Klubben arrangerar varje år Skatås Ryggar, ett lopp i juni över fem höjdpartier i obanad terräng blandat med stigar. 

## Meriter
- Segrare 10Mila: 2015[2], 2017[3],2018[4], 2019[5]
- Segrare damkaveln på Tiomila: 2023[6],2025[7]
- Segrare ungdomskavlen på Tiomila: 2023, 2025
- Segrare Jukolakavlen: 2017[8]
- Segrare Venlakavlen: 2022, 2023
- Segrare Smålandskavlen: 2016, 2017 H21 och D21
- Svenska mästare i stafett D21 2019, 2021, 2022, 2023, 2025

## Källhänvisningar
1. ↑  ”Eventor - Officiell resultatlista för Tiomila i Falun-Borlänge”. eventor.orientering.se. https://eventor.orientering.se/Events/ResultList?eventId=8003&groupBy=EventClass&showRelayLineups=False. Läst 12 augusti 2019.
2. ↑  ”Eventor - Officiell resultatlista för Tiomila, Skepptuna”. eventor.orientering.se. https://eventor.orientering.se/Events/ResultList?eventId=9208&groupBy=EventClass&showRelayLineups=False#c190461. Läst 12 augusti 2019.
3. ↑  ”Eventor - Officiell resultatlista för Tiomila i Göteborg-Partille”. eventor.orientering.se. https://eventor.orientering.se/Events/ResultList?eventId=14802&groupBy=EventClass&showRelayLineups=False#c269172. Läst 12 augusti 2019.
4. ↑  ”Eventor - Officiell resultatlista för Tiomila i Nynäshamn”. eventor.orientering.se. https://eventor.orientering.se/Events/ResultList?eventId=17220&groupBy=EventClass&showRelayLineups=False. Läst 12 augusti 2019.
5. ↑  ”Eventor - Officiell resultatlista för Tiomila i Östra Göinge”. eventor.orientering.se. https://eventor.orientering.se/Events/ResultList?eventId=20090&groupBy=EventClass&showRelayLineups=False. Läst 12 augusti 2019.
6. ↑  ”Norsk seger i Tiomila”. Aftonbladet. 21 maj 2023. https://www.aftonbladet.se/senastenytt/ttsport/sport/a/wAX8yo/norsk-seger-i-tiomila. Läst 21 maj 2023.
7. ↑  ”IFK Göteborgs damer tog dubbel i Tiomila”. Svenska Orienteringsförbundet. 4 maj 2025. https://www.orientering.se/utova-och-folj/nyheter/ifk-goteborgs-damer-tog-dubbel-i-tiomila/. Läst 4 maj 2025.
8. ↑  ”Resultat Jukola 2017 målgång”. https://results.jukola.com/tulokset/se/j2017_ju/ju/tilanne/7/0/. Läst 18 maj 2021.